# Régine Protmann
Régine Protmann (Braniewo, 1552 - Braniewo, 18 janvier 1613) est une religieuse fondatrice de la congrégation de Sainte-Catherine et reconnue bienheureuse par l'Église catholique.

## Biographie
Née à Braunsberg (aujourd'hui Braniewo) dans une riche famille de noblesse prussienne, en grandissant, elle se familiarise avec les questions religieuses et politiques de la réforme protestante et la contre-Réforme. À l'âge de dix-neuf, elle explique à ses parents qu'elle ne peut pas se marier comme prévu mais désire se consacrer aux études religieuses et prendre soin des malades et des nécessiteux.
Malgré l'opposition de ses parents, en 1571, elle va vivre avec deux autres femmes dans une maison abandonnée près de l'église de Sainte-Catherine où elles adoptent un mode de vie proche de celui des béguines. La communauté se met sous le patronage de sainte Catherine d'Alexandrie d'après le nom de l'église proche et se place sous la protection de Martin Kromer, évêque de Warmie et sous la direction des jésuites, les sœurs prononcent des vœux mais sans être liées à une clôture religieuse afin de mieux se consacrer à des activités de bienfaisance en particulier le soin des malades et l'instruction des jeunes filles. La congrégation de Sainte-Catherine a été l'un des premiers instituts féminins à adopter un système de gouvernement centralisé où toutes les maisons sont soumises à une seule supérieure générale. 
En 1623 est publiée la première biographie anonyme de Régine Protmann mais probablement écrite par le jésuite Keilert Engelberg, son directeur spirituel. La phase de son processus de canonisation commence en 1992, déclarée vénérable en 1996, elle est proclamée bienheureuse par le pape Jean-Paul II le 13 juin 1998.